# Samsarigebergte
Het Samsarigebergte (Georgisch: აბულ-სამსარის ქედი) (ook wel Aboel-Samsarigebergte genoemd) is een vulkanische bergketen in het zuiden van Georgië op ongeveer 120 kilometer ten zuidwesten van Tbilisi. De keten is onderdeel van de Kleine Kaukasus en stijgt uit boven de plateaus Dzjavacheti en Tsalka. De keten heeft een lengte van 40 kilometer lang en loopt van noord naar zuid.

## Bergen
De hoogste berg in de bergketen is de Didi Aboeli met een hoogte van 3.301 meter boven zeeniveau. Andere bergen zijn onder andere:
- Sjavnabada (2.929 m)
- Samsari (3.285 m)
- Tavkvetili (2.583 m)